# Collegio elettorale di Arona
Il collegio elettorale di Arona è stato un collegio elettorale uninominale del Regno di Sardegna.

## Storia
Il collegio fu uno dei collegi elettorali creati nel 1848 tramite la legge elettorale 17 marzo 1848.
Il collegio venne riconfermato con la riforma del 1859.

## Territorio
Nel 1848 comprendeva i mandamenti di Arone e Borgo Ticino.
Non fu modificato dalla riforma dei collegi del 1859.

## Dati elettorali
Nel collegio si svolsero votazioni per sette legislature e fu poi inserito nel nuovo collegio elettorale di Oleggio.

### I legislatura
Le votazioni si svolsero in 222 collegi uninominali a doppio turno. Come previsto dal decreto n. 680 del 17 marzo 1848, era eletto al primo turno il candidato che «riunisce in suo favore più del terzo dei voti del total numero dei membri componenti il collegio e più della metà dei suffragi dati dai votanti presenti all'adunanza» (art. 92). Se nessun candidato era eletto, al ballottaggio tra i due candidati con più voti era eletto chi otteneva il maggior numero di voti (art. 93) o, in caso di ugual numero di voti, il maggiore d'età (art. 94).
Il 27 aprile 1848 fu eletto Pietro Albini (mancano i dati dell'elezione) che optò per il collegio di Garlasco e il collegio fu riconvocato. Nell'elezione suppletiva del 26 giugno 1848 fu eletto Ottavio Thaon di Revel (mancano i dati dell'elezione) che optò per il collegio di Utelle e il collegio fu nuovamente riconvocato.
| Partito                            | Partito                            | Candidato                          | Primo turno 30 settembre 1848 | Primo turno 30 settembre 1848 | Ballottaggio 1 ottobre 1848 | Ballottaggio 1 ottobre 1848 |
| Partito                            | Partito                            | Candidato                          | Voti                          | %                             | Voti                        | %                           |
| ---------------------------------- | ---------------------------------- | ---------------------------------- | ----------------------------- | ----------------------------- | --------------------------- | --------------------------- |
|                                    | —                                  | Alessandro Manzoni                 | 37                            | 78,72                         | 43                          | 100,00                      |
|                                    | —                                  | Gabriele De Medici                 | 10                            | 21,28                         | 0                           | 0,00                        |
|                                    |                                    |                                    |                               |                               |                             |                             |
| Iscritti                           | Iscritti                           | Iscritti                           | 245                           | 100,00                        | 245                         | 100,00                      |
| ↳ Votanti (% su iscritti)          | ↳ Votanti (% su iscritti)          | ↳ Votanti (% su iscritti)          | 68                            | 27,76                         | 43                          | 17,55                       |
| ↳ Voti validi (% su votanti)       | ↳ Voti validi (% su votanti)       | ↳ Voti validi (% su votanti)       | 47                            | 69,12                         | 43                          | 100,00                      |
| ↳ Schede non valide (% su votanti) | ↳ Schede non valide (% su votanti) | ↳ Schede non valide (% su votanti) | 21                            | 30,88                         | 0                           | 0,00                        |
| ↳ Astenuti (% su iscritti)         | ↳ Astenuti (% su iscritti)         | ↳ Astenuti (% su iscritti)         | 177                           | 72,24                         | 202                         | 82,45                       |

| Partito                            | Partito                            | Candidato                          | Risultati 6 novembre 1848 | Risultati 6 novembre 1848 |
| Partito                            | Partito                            | Candidato                          | Voti                      | %                         |
| ---------------------------------- | ---------------------------------- | ---------------------------------- | ------------------------- | ------------------------- |
|                                    | —                                  | Achille Mauri                      | 83                        | 98,81                     |
|                                    | —                                  | Emilio Corio                       | 1                         | 1,19                      |
|                                    |                                    |                                    |                           |                           |
| Iscritti                           | Iscritti                           | Iscritti                           | 245                       | 100,00                    |
| ↳ Votanti (% su iscritti)          | ↳ Votanti (% su iscritti)          | ↳ Votanti (% su iscritti)          | 84                        | 34,29                     |
| ↳ Voti validi (% su votanti)       | ↳ Voti validi (% su votanti)       | ↳ Voti validi (% su votanti)       | 84                        | 100,00                    |
| ↳ Schede non valide (% su votanti) | ↳ Schede non valide (% su votanti) | ↳ Schede non valide (% su votanti) | 0                         | 0,00                      |
| ↳ Astenuti (% su iscritti)         | ↳ Astenuti (% su iscritti)         | ↳ Astenuti (% su iscritti)         | 161                       | 65,71                     |

Manzoni scrisse una lettera di dimissioni che venne letta in aula il 17 ottobre 1848; nonostante ciò l'elezione venne approvata «per acclamazione e salutata da vivi ed universali applausi».
Lesa, 13 ottobre 1848.
Alessandro Manzoni»
Il 21 ottobre Manzoni inviò altra lettera di dimissioni, che vennero accettate. Il collegio fu riconvocato il 6 novembre.

### II legislatura
Le votazioni si svolsero in 222 collegi uninominali a doppio turno con la stessa normativa precedente (al primo turno un numero di voti maggiore di un terzo degli iscritti).

### III legislatura
Le votazioni si svolsero in 204 collegi uninominali a doppio turno con la normativa del 1848 (al primo turno un numero di voti maggiore di un terzo degli iscritti).

### IV legislatura
Le votazioni si svolsero in 204 collegi uninominali a doppio turno con la normativa del 1848 (al primo turno un numero di voti maggiore di un terzo degli iscritti).

### V legislatura
Le votazioni si svolsero in 204 collegi uninominali a doppio turno con la normativa del 1848 (al primo turno un numero di voti maggiore di un terzo degli iscritti).

### VI legislatura
Le votazioni si svolsero in 204 collegi uninominali a doppio turno dopo la modifica dei collegi della Sardegna nel 1856; venne applicata la normativa del 1848 (al primo turno un numero di voti maggiore di un terzo degli iscritti).

### VII legislatura
Le votazioni si svolsero in 387 collegi uninominali a doppio turno. Come previsto dalla legge elettorale del 20 novembre 1859, era eletto al primo turno il candidato che «riunisce in suo favore più del terzo dei voti del total numero dei membri componenti il collegio e più della metà dei suffragi dati dai votanti presenti all'adunanza» (art. 91). Se nessun candidato era eletto, al ballottaggio tra i due candidati con più voti era eletto chi otteneva il maggior numero di voti (art. 92) o, in caso di ugual numero di voti, il maggiore d'età (art. 93).